# Мужская сборная Филиппин по флорболу
Мужская национальная сборная Филиппин по флорболу — представляет Филиппины на международных соревнованиях по флорболу. Управляющей организацией является Ассоциация флорбола Филиппин (англ. Philippine Floorball Association).

## Результаты выступлений

### Чемпионаты мира
| Год       | Победы         | Ничьи          | Поражения      | Место          |
| --------- | -------------- | -------------- | -------------- | -------------- |
| 1996—2018 | не участвовали | не участвовали | не участвовали | не участвовали |
| 2020      | 2              | 0              | 3              | 14             |
| 2022      | 1              | 0              | 4              | 15             |

### Кубок Азии и Океании
| Год  | Победы | Ничьи | Поражения | Место |
| ---- | ------ | ----- | --------- | ----- |
| 2017 | 2      | 0     | 4         | 8     |
| 2019 | 4      | 0     | 2         | 3     |

### Игры Юго-Восточной Азии
| Год  | Победы         | Ничьи          | Поражения      | Место          |
| ---- | -------------- | -------------- | -------------- | -------------- |
| 2013 | не участвовали | не участвовали | не участвовали | не участвовали |
| 2015 | 0              | 0              | 4              | 4              |
| 2019 | .              | .              | .              | 4              |